# Hynobius boulengeri
Hynobius boulengeri är en groddjursart som först beskrevs av Thompson 1912.  Hynobius boulengeri ingår i släktet Hynobius och familjen Hynobiidae. IUCN kategoriserar arten globalt som sårbar. Inga underarter finns listade i Catalogue of Life.